# Derrick Rowland
Derrick Rowland (nacido el 21 de junio de 1959 en Brookhaven (Nueva York), Nueva York) es un exjugador y exentrenador de baloncesto estadounidense que jugó una temporada en la NBA, además de hacerlo en la CBA, donde pasó la mayor parte de su carrera, la USBL y la liga francesa. Con 1,96 metros de altura, jugaba en la posición de base.

## Trayectoria deportiva

### Universidad
Jugó durante cuatro temporadas con los Bears de la Universidad Estatal de Nueva York en Potsdam, en las que promedió 16,8 puntos y 7,6 rebotes por partido. Es el segundo máximo anotador y reboteador de la historia de su universidad. En 1980 y 1981 fue elegido All-American de la División III de la NCAA.

### Profesional
Fue elegido en el puesto 211 del 1981 por Denver Nuggets, pero acabó jugando en la CBA, donde transcurrió la mayor parte de su carrera. Figura como décimo máximo anotador de todos los tiempos de la competición, con 5.783 puntos anotados, y es también el máximo anotador en un partido de la historia de los Albany Patroons, con los 45 puntos que anotó en 1987 ante los Wisconsin Flyers. Asimismo, fue elegido en el equipo del 50 aniversario de la CBA.
Al comienzo de la temporada 1985-86 fichó por los Cleveland Cavaliers de la NBA, pero fue despedido sin llegar a jugar en el equipo. Meses después ficharía por Milwaukee Bucks, con los que únicamente llegó a disputar dos partidos en los que anotó 3 puntos.
En 1989 vivió su única experiencia internacional, al fichar por el Caen Basket Calvados de la liga francesa, donde jugó una temporada en la que promedió 26,3 puntos y 5,8 rebotes por partido, convirtiéndose en el mejor anotador de la liga.

## Estadísticas de su carrera en la NBA

### Temporada regular
| Temporada | Edad | Equipo          | Liga | Pos. | P | TIT | MIN | TC  | TCA | %TC  | 3P  | 3PA | %3P | 2P  | 2PA | %2P  | TL  | TLA | %TL  | R.OF. | R.DEF. | REB | ASIS | ROB | TAP | PER | FP  | PTS |
| 1985-86   | 26   | Milwaukee Bucks | NBA  | SG   | 2 | 0   | 4.5 | 0.5 | 1.5 | .333 | 0.0 | 0.0 |     | 0.5 | 1.5 | .333 | 0.5 | 1.0 | .500 | 0.0   | 0.5    | 0.5 | 0.5  | 0.0 | 0.0 | 0.0 | 0.5 | 1.5 |
| Total     |      |                 | NBA  |      | 2 | 0   | 4.5 | 0.5 | 1.5 | .333 | 0.0 | 0.0 |     | 0.5 | 1.5 | .333 | 0.5 | 1.0 | .500 | 0.0   | 0.5    | 0.5 | 0.5  | 0.0 | 0.0 | 0.0 | 0.5 | 1.5 |